# Världscupen i längdåkning 2020/2021
Världscupen i längdåkning 2020/2021 var den 40:e officiella säsongen av världscupen i längdåkning som inleddes den 27 november 2020 i Ruka i Finland och avslutades den 14 mars 2021 i Engadin i Schweiz. Säsongen var planerad att avslutas med den sedvanliga avslutande minitouren, som först var planerad till Peking i Kina, men denna flyttades först till Lillehammer i Norge och ställdes sedan in på grund av coronaviruspandemin.
Segrare av den totala världscupen blev Jessie Diggins, USA, samt Aleksandr Bolsjunov, Ryssland. Diggins vann titeln för första gången och blev därmed den första amerikanska kvinnan och den andra amerikanska åkaren (Bill Koch segrade säsongen 1981/1982) att vinna totala världscupen. Bolsjunov vann för andra säsongen i rad. Diggins och Bolsjunov segrade även i distanscupen – Diggins för första gången och Bolsjunov för tredje säsongen i rad. Sprintcupen vanns av Anamarija Lampič, Slovenien, och Federico Pellegrino, Italien, som vann för första respektive andra gången; Pellegrino tog sin första titel i disciplinen säsongen 2015/2016.
Regerande mästare i den totala världscupen från säsongen 2019/2020 var Therese Johaug, Norge, samt Bolsjunov. I distans- och sprintcupen var Johaug och Bolsjunov respektive Linn Svahn, Sverige, och Johannes Høsflot Klæbo, Norge, regerande mästare.

## Coronaviruspandemin
Coronaviruspandemin påverkade de flesta sporter och ledde till uppskjutna evenemang och vidtagna åtgärder för att hindra smittspridningen och samtidigt möjliggöra för fortsatt tävlande. Efter utbrottet av covid-19 i Europa och Nordamerika i februari-mars 2020 beslöt Internationella skidförbundet (FIS) att avsluta säsongen 2019/2020 två veckor i förtid. Efter det blev osäkerheten kring hur säsongen 2020/2021 och VM 2021 skulle genomföras stor. Trots pandemin planerade FIS för ett ordinarie tävlingsschema med tävlingar på flera olika orter i Europa och i Kina.
I mitten av november valde det norska skidförbundet att skjuta upp tävlingarna i Lillehammer, som planerades till den 4-6 december, på grund av den tilltagande smittspridningen av covid-19. Detta påverkade inte de inledande tävlingarna i Ruka som planenligt genomfördes den 27-29 november. Den 1 december meddelade det norska skidförbundet att det drar sig ur samtliga resterande tävlingar under 2020, vilket inkluderade tävlingar i Davos i Schweiz och Dresden i Tyskland, samt Tour de Ski i början av januari 2021. Dagen efter, den 2 december, meddelade det svenska och det finska skidförbundet att även de står över tävlingarna fram till nyår. Till skillnad från Norge valde båda dessa länder att delta i Tour de Ski som startade på nyårsdagen. Den 2 december beslutade även det kinesiska skidförbundet att ställa in världscupavslutningen i Peking på grund av Kinas coronarestriktioner. Den 28 januari meddelade det norska skidförbundet att det inte kommer skicka åkare till de två planerade tävlingarna i Nové Město i Tjeckien den 20-21 februari med smittoläget i Europa som anledning.
Efter att världscupsavslutningen i Kina ställdes in, utannonserades det senare att dessa tävlingar istället skulle arrangeras i Lillehammer. Dessa tävlingar blev emellertid också inställda, då arrangemangen i Lillehammer och Oslo blev omöjliga att genomföra efter hårdare restriktioner i Norge.
Tävlingarna i Nové Město, som skulle gå av stapeln några dagar innan VM i Oberstdorf, ställdes in efter striktare inreseregler mellan Tjeckien och Tyskland.
20 februari utannonserade Internationella skidförbundet att tävlingarna i Oslo flyttas till Engadin. 2 mars gick förbundet ut med att dessa också blir säsongens sista tävlingar, efter att alla potentiella arrangörer för världscupsavslutningen dragit sig ur.

## Tävlingsprogram och resultat
| Förklaring        |
| ----------------- |
| K = Klassisk stil |
| F = Fristil       |

De individuella distanstävlingarna har individuell start om inget annat nämns.

### Damer

#### Individuella tävlingar
| Nr                                                                 | Etapp                                     | Datum                                  | Ort                                    | Disciplin                              | 1:a plats                                 | 1:a plats                                 | 2:a plats                                 | 2:a plats                                 | 3:e plats                                 | 3:e plats                                 | Ref.                                      |
| ------------------------------------------------------------------ | ----------------------------------------- | -------------------------------------- | -------------------------------------- | -------------------------------------- | ----------------------------------------- | ----------------------------------------- | ----------------------------------------- | ----------------------------------------- | ----------------------------------------- | ----------------------------------------- | ----------------------------------------- |
|                                                                    |                                           |                                        |                                        |                                        |                                           |                                           |                                           |                                           |                                           |                                           |                                           |
|                                                                    | 1                                         | 27 november 2020                       | Ruka                                   | Sprint (K)                             | Linn Svahn                                | 2.54,34                                   | Maja Dahlqvist                            | +0,57                                     | Jonna Sundling                            | +0,70                                     | [ 13 ]                                    |
|                                                                    | 2                                         | 28 november 2020                       | Ruka                                   | 10 km (K)                              | Therese Johaug                            | 25.01,4                                   | Frida Karlsson                            | +21,8                                     | Ebba Andersson                            | +26,0                                     | [ 14 ]                                    |
|                                                                    | 3                                         | 29 november 2020                       | Ruka                                   | 10 km jaktstart (F)                    | Therese Johaug                            | 25.06,2                                   | Helene Marie Fossesholm                   | +0,8                                      | Rosie Brennan                             | +10,5                                     | [ 15 ]                                    |
| 1                                                                  | Nordiska öppningen 2020 – slutresultat    | Nordiska öppningen 2020 – slutresultat | Nordiska öppningen 2020 – slutresultat | Nordiska öppningen 2020 – slutresultat | Therese Johaug                            | 53.12,2                                   | Tatjana Sorina                            | +47,0                                     | Ebba Andersson                            | +48,6                                     | [ 16 ]                                    |
|                                                                    |                                           |                                        |                                        |                                        |                                           |                                           |                                           |                                           |                                           |                                           |                                           |
|                                                                    |                                           | 4 december 2020                        | Lillehammer                            | Sprint (K)                             | Inställt på grund av coronaviruspandemin. | Inställt på grund av coronaviruspandemin. | Inställt på grund av coronaviruspandemin. | Inställt på grund av coronaviruspandemin. | Inställt på grund av coronaviruspandemin. | Inställt på grund av coronaviruspandemin. | Inställt på grund av coronaviruspandemin. |
|                                                                    |                                           | 5 december 2020                        | Lillehammer                            | 15 km skiathlon                        | Inställt på grund av coronaviruspandemin. | Inställt på grund av coronaviruspandemin. | Inställt på grund av coronaviruspandemin. | Inställt på grund av coronaviruspandemin. | Inställt på grund av coronaviruspandemin. | Inställt på grund av coronaviruspandemin. | Inställt på grund av coronaviruspandemin. |
| 2                                                                  | 4                                         | 12 december 2020                       | Davos                                  | Sprint (F)                             | Rosie Brennan                             | 2.37,36                                   | Anamarija Lampič                          | +0,28                                     | Natalja Neprjajeva                        | +0,49                                     | [ 17 ]                                    |
| 3                                                                  | 5                                         | 13 december 2020                       | Davos                                  | 10 km (F)                              | Rosie Brennan                             | 24.49,8                                   | Julija Stupak                             | +34,0                                     | Hailey Swirbul                            | +40,5                                     | [ 18 ]                                    |
| 4                                                                  | 6                                         | 19 december 2020                       | Dresden                                | Sprint (F)                             | Nadine Fähndrich                          | 2.38,52                                   | Sophie Caldwell Hamilton                  | +0,32                                     | Anamarija Lampič                          | +0,35                                     | [ 19 ]                                    |
|                                                                    |                                           |                                        |                                        |                                        |                                           |                                           |                                           |                                           |                                           |                                           |                                           |
|                                                                    | 7                                         | 1 januari 2021                         | Val Müstair                            | Sprint (F)                             | Linn Svahn                                | 3.32,01                                   | Anamarija Lampič                          | +0,54                                     | Jessie Diggins                            | +3,41                                     | [ 20 ]                                    |
| 8                                                                  | 2 januari 2021                            | 10 km masstart (K)                     | Val Müstair                            | Linn Svahn                             | 30.09,9                                   | Julija Stupak                             | +0,7                                      | Jessie Diggins                            | +0,8                                      | [ 21 ]                                    |                                           |
| 9                                                                  | 3 januari 2021                            | 10 km jaktstart (F)                    | Val Müstair                            | Jessie Diggins                         | 26.54,1                                   | Rosie Brennan                             | +5,6                                      | Frida Karlsson                            | +10,7                                     | [ 22 ]                                    |                                           |
| 10                                                                 | 5 januari 2021                            | Toblach                                | 10 km (F)                              | Jessie Diggins                         | 25.14,5                                   | Rosie Brennan                             | +14,8                                     | Ebba Andersson                            | +22,2                                     | [ 23 ]                                    |                                           |
| 11                                                                 | 6 januari 2021                            | Toblach                                | 10 km jaktstart (K)                    | Julija Stupak                          | 29.24,7                                   | Ebba Andersson                            | +0,7                                      | Jessie Diggins                            | +0,8                                      | [ 24 ]                                    |                                           |
| 12                                                                 | 8 januari 2021                            | Val di Fiemme                          | 10 km masstart (K)                     | Natalja Neprjajeva                     | 30.35,5                                   | Katharina Hennig                          | +2,4                                      | Ebba Andersson                            | +4,1                                      | [ 25 ]                                    |                                           |
| 13                                                                 | 9 januari 2021                            | Val di Fiemme                          | Sprint (K)                             | Linn Svahn                             | 3.14,69                                   | Maja Dahlqvist                            | +0,54                                     | Emma Ribom                                | +0,84                                     | [ 26 ]                                    |                                           |
| 14                                                                 | 10 januari 2021                           | Val di Fiemme                          | 10 km masstart (F)                     | Ebba Andersson                         | 36.45,6                                   | Jessie Diggins                            | +9,2                                      | Delphine Claudel                          | +32,6                                     | [ 27 ]                                    |                                           |
| 5                                                                  | Tour de Ski 2021 – slutresultat           | Tour de Ski 2021 – slutresultat        | Tour de Ski 2021 – slutresultat        | Tour de Ski 2021 – slutresultat        | Jessie Diggins                            | 3:04.45,8                                 | Julija Stupak                             | +1.24,8                                   | Ebba Andersson                            | +2.00,8                                   | [ 28 ]                                    |
|                                                                    |                                           |                                        |                                        |                                        |                                           |                                           |                                           |                                           |                                           |                                           |                                           |
| 6                                                                  | 15                                        | 23 januari 2021                        | Lahtis                                 | 15 km skiathlon                        | Therese Johaug                            | 37.45,1                                   | Helene Marie Fossesholm                   | +28,1                                     | Heidi Weng                                | +29,6                                     | [ 29 ]                                    |
| 7                                                                  | 16                                        | 29 januari 2021                        | Falun                                  | 10 km (F)                              | Jessie Diggins                            | 23.35,9                                   | Therese Johaug                            | +2,1                                      | Ebba Andersson                            | +14,6                                     | [ 30 ]                                    |
| 8                                                                  | 17                                        | 30 januari 2021                        | Falun                                  | 10 km masstart (K)                     | Linn Svahn                                | 25.57,1                                   | Julija Stupak                             | +0,4                                      | Therese Johaug                            | +0,9                                      | [ 31 ]                                    |
| 9                                                                  | 18                                        | 31 januari 2021                        | Falun                                  | Sprint (K)                             | Linn Svahn                                | 3.13,17                                   | Anamarija Lampič                          | +0,33                                     | Jonna Sundling                            | +0,33                                     | [ 32 ]                                    |
| 10                                                                 | 19                                        | 6 februari 2021                        | Ulricehamn                             | Sprint (F)                             | Maja Dahlqvist                            | 3.20,59                                   | Johanna Hagström                          | +0,30                                     | Jessie Diggins                            | +0,39                                     | [ 33 ]                                    |
|                                                                    |                                           | 20 februari 2021                       | Nové Město                             | Sprint (K)                             | Inställt på grund av coronaviruspandemin. | Inställt på grund av coronaviruspandemin. | Inställt på grund av coronaviruspandemin. | Inställt på grund av coronaviruspandemin. | Inställt på grund av coronaviruspandemin. | Inställt på grund av coronaviruspandemin. | Inställt på grund av coronaviruspandemin. |
|                                                                    |                                           | 21 februari 2021                       | Nové Město                             | 10 km (F)                              | Inställt på grund av coronaviruspandemin. | Inställt på grund av coronaviruspandemin. | Inställt på grund av coronaviruspandemin. | Inställt på grund av coronaviruspandemin. | Inställt på grund av coronaviruspandemin. | Inställt på grund av coronaviruspandemin. | Inställt på grund av coronaviruspandemin. |
|                                                                    |                                           |                                        |                                        |                                        |                                           |                                           |                                           |                                           |                                           |                                           |                                           |
| Världsmästerskapen i nordisk skidsport 2021 (23 februari – 7 mars) |                                           |                                        |                                        |                                        |                                           |                                           |                                           |                                           |                                           |                                           |                                           |
|                                                                    |                                           |                                        |                                        |                                        |                                           |                                           |                                           |                                           |                                           |                                           |                                           |
|                                                                    |                                           | 12 mars 2021                           | Oslo                                   | Sprint (K)                             | Inställt på grund av coronaviruspandemin. | Inställt på grund av coronaviruspandemin. | Inställt på grund av coronaviruspandemin. | Inställt på grund av coronaviruspandemin. | Inställt på grund av coronaviruspandemin. | Inställt på grund av coronaviruspandemin. | Inställt på grund av coronaviruspandemin. |
| 11                                                                 | 20                                        | 13 mars 2021                           | Engadin                                | 10 km masstart (K)                     | Julija Stupak                             | 25.13,3                                   | Heidi Weng                                | +7,1                                      | Ebba Andersson                            | +8,5                                      | [ 36 ]                                    |
| 12                                                                 | 21                                        | 14 mars 2021                           | Engadin                                | 30 km jaktstart (F)                    | Heidi Weng                                | 1:28.11,6                                 | Ebba Andersson                            | +4,5                                      | Julija Stupak                             | +33,7                                     | [ 37 ]                                    |
|                                                                    |                                           |                                        |                                        |                                        |                                           |                                           |                                           |                                           |                                           |                                           |                                           |
|                                                                    |                                           | 19 mars 2021                           | Lillehammer                            | Sprint (F)                             | Inställt på grund av coronaviruspandemin. | Inställt på grund av coronaviruspandemin. | Inställt på grund av coronaviruspandemin. | Inställt på grund av coronaviruspandemin. | Inställt på grund av coronaviruspandemin. | Inställt på grund av coronaviruspandemin. | Inställt på grund av coronaviruspandemin. |
|                                                                    | 20 mars 2021                              | 15 km skiathlon                        | Lillehammer                            |                                        | Inställt på grund av coronaviruspandemin. | Inställt på grund av coronaviruspandemin. | Inställt på grund av coronaviruspandemin. | Inställt på grund av coronaviruspandemin. | Inställt på grund av coronaviruspandemin. | Inställt på grund av coronaviruspandemin. | Inställt på grund av coronaviruspandemin. |
|                                                                    | 21 mars 2021                              | 10 km jaktstart (K)                    | Lillehammer                            |                                        | Inställt på grund av coronaviruspandemin. | Inställt på grund av coronaviruspandemin. | Inställt på grund av coronaviruspandemin. | Inställt på grund av coronaviruspandemin. | Inställt på grund av coronaviruspandemin. | Inställt på grund av coronaviruspandemin. | Inställt på grund av coronaviruspandemin. |
|                                                                    | Världscupavslutningen 2021 – slutresultat |                                        |                                        |                                        | Inställt på grund av coronaviruspandemin. | Inställt på grund av coronaviruspandemin. | Inställt på grund av coronaviruspandemin. | Inställt på grund av coronaviruspandemin. | Inställt på grund av coronaviruspandemin. | Inställt på grund av coronaviruspandemin. | Inställt på grund av coronaviruspandemin. |

#### Lagtävlingar
| Nr | Datum            | Ort         | Disciplin         | 1:a plats                                                                | 1:a plats                                 | 2:a plats                                                      | 2:a plats                                 | 3:e plats                                                                   | 3:e plats                                 | Ref.                                      |
| -- | ---------------- | ----------- | ----------------- | ------------------------------------------------------------------------ | ----------------------------------------- | -------------------------------------------------------------- | ----------------------------------------- | --------------------------------------------------------------------------- | ----------------------------------------- | ----------------------------------------- |
|    | 6 december 2020  | Lillehammer | 4 x 5 km stafett  | Inställt på grund av coronaviruspandemin.                                | Inställt på grund av coronaviruspandemin. | Inställt på grund av coronaviruspandemin.                      | Inställt på grund av coronaviruspandemin. | Inställt på grund av coronaviruspandemin.                                   | Inställt på grund av coronaviruspandemin. | Inställt på grund av coronaviruspandemin. |
| 1  | 20 december 2020 | Dresden     | Sprintstafett (F) | Schweiz I Laurien van der Graaff Nadine Fähndrich                        | 16.38,34                                  | Ryssland I Julija Stupak Natalja Neprjajeva                    | +0,32                                     | Slovenien Eva Urevc Anamarija Lampič                                        | +1,12                                     | [ 38 ]                                    |
| 2  | 24 januari 2021  | Lahtis      | 4 x 5 km stafett  | Norge Tiril Udnes Weng Therese Johaug Helene Marie Fossesholm Heidi Weng | 49.34,4                                   | Sverige Charlotte Kalla Emma Ribom Lovisa Modig Ebba Andersson | +42,9                                     | Finland I Johanna Matintalo Kerttu Niskanen Laura Mononen Krista Pärmäkoski | +59,5                                     | [ 39 ]                                    |
| 3  | 7 februari 2021  | Ulricehamn  | Sprintstafett (F) | Slovenien Eva Urevc Anamarija Lampič                                     | 19.40,18                                  | Sverige I Maja Dahlqvist Linn Svahn                            | +0,18                                     | Schweiz Laurien van der Graaff Nadine Fähndrich                             | +0,25                                     | [ 40 ]                                    |

### Herrar

#### Individuella tävlingar
| Nr                                                                 | Etapp                                     | Datum                                  | Ort                                    | Disciplin                              | 1:a plats                                 | 1:a plats                                 | 2:a plats                                 | 2:a plats                                 | 3:e plats                                 | 3:e plats                                 | Ref.                                      |
| ------------------------------------------------------------------ | ----------------------------------------- | -------------------------------------- | -------------------------------------- | -------------------------------------- | ----------------------------------------- | ----------------------------------------- | ----------------------------------------- | ----------------------------------------- | ----------------------------------------- | ----------------------------------------- | ----------------------------------------- |
|                                                                    |                                           |                                        |                                        |                                        |                                           |                                           |                                           |                                           |                                           |                                           |                                           |
|                                                                    | 1                                         | 27 november 2020                       | Ruka                                   | Sprint (K)                             | Erik Valnes                               | 2.29,56                                   | Johannes Høsflot Klæbo                    | +0,61                                     | Emil Iversen                              | +4,09                                     | [ 41 ]                                    |
|                                                                    | 2                                         | 28 november 2020                       | Ruka                                   | 15 km (K)                              | Johannes Høsflot Klæbo                    | 34.04,6                                   | Aleksej Tjervotkin                        | +15,2                                     | Aleksandr Bolsjunov                       | +18,0                                     | [ 42 ]                                    |
|                                                                    | 3                                         | 29 november 2020                       | Ruka                                   | 15 km jaktstart (F)                    | Hans Christer Holund                      | 33.57,3                                   | Andrej Melnitjenko                        | +2,4                                      | Sjur Røthe                                | +12,6                                     | [ 43 ]                                    |
| 1                                                                  | Nordiska öppningen 2020 – slutresultat    | Nordiska öppningen 2020 – slutresultat | Nordiska öppningen 2020 – slutresultat | Nordiska öppningen 2020 – slutresultat | Johannes Høsflot Klæbo                    | 1:11.19,8                                 | Aleksandr Bolsjunov                       | +0,7                                      | Emil Iversen                              | +3,0                                      | [ 44 ]                                    |
|                                                                    |                                           |                                        |                                        |                                        |                                           |                                           |                                           |                                           |                                           |                                           |                                           |
|                                                                    |                                           | 4 december 2020                        | Lillehammer                            | Sprint (K)                             | Inställt på grund av coronaviruspandemin. | Inställt på grund av coronaviruspandemin. | Inställt på grund av coronaviruspandemin. | Inställt på grund av coronaviruspandemin. | Inställt på grund av coronaviruspandemin. | Inställt på grund av coronaviruspandemin. | Inställt på grund av coronaviruspandemin. |
|                                                                    |                                           | 5 december 2020                        | Lillehammer                            | 30 km skiathlon                        | Inställt på grund av coronaviruspandemin. | Inställt på grund av coronaviruspandemin. | Inställt på grund av coronaviruspandemin. | Inställt på grund av coronaviruspandemin. | Inställt på grund av coronaviruspandemin. | Inställt på grund av coronaviruspandemin. | Inställt på grund av coronaviruspandemin. |
| 2                                                                  | 4                                         | 12 december 2020                       | Davos                                  | Sprint (F)                             | Federico Pellegrino                       | 2.17,68                                   | Aleksandr Bolsjunov                       | +2,13                                     | Andrew Young                              | +3,63                                     | [ 45 ]                                    |
| 3                                                                  | 5                                         | 13 december 2020                       | Davos                                  | 15 km (F)                              | Aleksandr Bolsjunov                       | 32.46,4                                   | Andrej Melnitjenko                        | +32,2                                     | Artjom Maltsev                            | +39,5                                     | [ 46 ]                                    |
| 4                                                                  | 6                                         | 19 december 2020                       | Dresden                                | Sprint (F)                             | Federico Pellegrino                       | 2.21,96                                   | Andrew Young                              | +0,53                                     | Gleb Retivych                             | +0,91                                     | [ 47 ]                                    |
|                                                                    |                                           |                                        |                                        |                                        |                                           |                                           |                                           |                                           |                                           |                                           |                                           |
|                                                                    | 7                                         | 1 januari 2021                         | Val Müstair                            | Sprint (F)                             | Federico Pellegrino                       | 3.08,44                                   | Aleksandr Bolsjunov                       | +0,57                                     | Richard Jouve                             | +2,53                                     | [ 48 ]                                    |
| 8                                                                  | 2 januari 2021                            | 15 km masstart (K)                     | Val Müstair                            | Aleksandr Bolsjunov                    | 34.09,8                                   | Dario Cologna                             | +23,5                                     | Ivan Jakimusjkin                          | +25,3                                     | [ 49 ]                                    |                                           |
| 9                                                                  | 3 januari 2021                            | 15 km jaktstart (F)                    | Val Müstair                            | Aleksandr Bolsjunov                    | 32.11,1                                   | Artjom Maltsev                            | +53,7                                     | Maurice Manificat                         | +1.07,0                                   | [ 50 ]                                    |                                           |
| 10                                                                 | 5 januari 2021                            | Toblach                                | 15 km (F)                              | Aleksandr Bolsjunov                    | 32.49,6                                   | Denis Spitsov                             | +8,3                                      | Ivan Jakimusjkin                          | +13,9                                     | [ 51 ]                                    |                                           |
| 11                                                                 | 6 januari 2021                            | Toblach                                | 15 km jaktstart (K)                    | Aleksandr Bolsjunov                    | 34.32,9                                   | Ivan Jakimusjkin                          | +55,5                                     | Jevgenij Belov                            | +55,6                                     | [ 52 ]                                    |                                           |
| 12                                                                 | 8 januari 2021                            | Val di Fiemme                          | 15 km masstart (K)                     | Aleksandr Bolsjunov                    | 41.33,7                                   | Francesco de Fabiani                      | +1,8                                      | Aleksej Tjervotkin                        | +3,7                                      | [ 53 ]                                    |                                           |
| 13                                                                 | 9 januari 2021                            | Val di Fiemme                          | Sprint (K)                             | Oskar Svensson                         | 3.19,83                                   | Gleb Retivych                             | +0,24                                     | Aleksandr Bolsjunov                       | +0,32                                     | [ 54 ]                                    |                                           |
| 14                                                                 | 10 januari 2021                           | Val di Fiemme                          | 10 km masstart (F)                     | Denis Spitsov                          | 32.41,0                                   | Aleksandr Bolsjunov                       | +13,3                                     | Maurice Manificat                         | +15,2                                     | [ 55 ]                                    |                                           |
| 5                                                                  | Tour de Ski 2021 – slutresultat           | Tour de Ski 2021 – slutresultat        | Tour de Ski 2021 – slutresultat        | Tour de Ski 2021 – slutresultat        | Aleksandr Bolsjunov                       | 3:32.32,3                                 | Maurice Manificat                         | +3.23,9                                   | Denis Spitsov                             | +3.36,7                                   | [ 56 ]                                    |
|                                                                    |                                           |                                        |                                        |                                        |                                           |                                           |                                           |                                           |                                           |                                           |                                           |
| 6                                                                  | 15                                        | 23 januari 2021                        | Lahtis                                 | 30 km skiathlon                        | Emil Iversen                              | 1:10.18,4                                 | Sjur Røthe                                | +0,4                                      | Pål Golberg                               | +6,6                                      | [ 57 ]                                    |
| 7                                                                  | 16                                        | 29 januari 2021                        | Falun                                  | 15 km (F)                              | Aleksandr Bolsjunov                       | 32.33,3                                   | Simen Hegstad Krüger                      | +1,8                                      | Sjur Røthe                                | +23,9                                     | [ 58 ]                                    |
| 8                                                                  | 17                                        | 30 januari 2021                        | Falun                                  | 15 km masstart (K)                     | Aleksandr Bolsjunov                       | 35.16,3                                   | Johannes Høsflot Klæbo                    | +0,4                                      | Pål Golberg                               | +0,4                                      | [ 59 ]                                    |
| 9                                                                  | 18                                        | 31 januari 2021                        | Falun                                  | Sprint (K)                             | Johannes Høsflot Klæbo                    | 2.48,22                                   | Oskar Svensson                            | +1,45                                     | Håvard Solås Taugbøl                      | +2,80                                     | [ 60 ]                                    |
| 10                                                                 | 19                                        | 6 februari 2021                        | Ulricehamn                             | Sprint (F)                             | Oskar Svensson                            | 2.55,34                                   | Gleb Retivych                             | +0,14                                     | Federico Pellegrino                       | +0,30                                     | [ 61 ]                                    |
|                                                                    |                                           | 20 februari 2021                       | Nové Město                             | Sprint (K)                             | Inställt på grund av coronaviruspandemin. | Inställt på grund av coronaviruspandemin. | Inställt på grund av coronaviruspandemin. | Inställt på grund av coronaviruspandemin. | Inställt på grund av coronaviruspandemin. | Inställt på grund av coronaviruspandemin. | Inställt på grund av coronaviruspandemin. |
|                                                                    |                                           | 21 februari 2021                       | Nové Město                             | 15 km (F)                              | Inställt på grund av coronaviruspandemin. | Inställt på grund av coronaviruspandemin. | Inställt på grund av coronaviruspandemin. | Inställt på grund av coronaviruspandemin. | Inställt på grund av coronaviruspandemin. | Inställt på grund av coronaviruspandemin. | Inställt på grund av coronaviruspandemin. |
|                                                                    |                                           |                                        |                                        |                                        |                                           |                                           |                                           |                                           |                                           |                                           |                                           |
| Världsmästerskapen i nordisk skidsport 2021 (23 februari – 7 mars) |                                           |                                        |                                        |                                        |                                           |                                           |                                           |                                           |                                           |                                           |                                           |
|                                                                    |                                           |                                        |                                        |                                        |                                           |                                           |                                           |                                           |                                           |                                           |                                           |
|                                                                    |                                           | 12 mars 2021                           | Oslo                                   | Sprint (K)                             | Inställt på grund av coronaviruspandemin. | Inställt på grund av coronaviruspandemin. | Inställt på grund av coronaviruspandemin. | Inställt på grund av coronaviruspandemin. | Inställt på grund av coronaviruspandemin. | Inställt på grund av coronaviruspandemin. | Inställt på grund av coronaviruspandemin. |
| 11                                                                 | 20                                        | 13 mars 2021                           | Engadin                                | 15 km masstart (K)                     | Aleksandr Bolsjunov                       | 34.07,1                                   | Johannes Høsflot Klæbo                    | +18,4                                     | Pål Golberg                               | +18,9                                     | [ 62 ]                                    |
| 12                                                                 | 21                                        | 14 mars 2021                           | Engadin                                | 50 km jaktstart (F)                    | Simen Hegstad Krüger                      | 2:10.41,4                                 | Hans Christer Holund                      | +1,2                                      | Jens Burman                               | +3,0                                      | [ 63 ]                                    |
|                                                                    |                                           |                                        |                                        |                                        |                                           |                                           |                                           |                                           |                                           |                                           |                                           |
|                                                                    |                                           | 19 mars 2021                           | Lillehammer                            | Sprint (F)                             | Inställt på grund av coronaviruspandemin. | Inställt på grund av coronaviruspandemin. | Inställt på grund av coronaviruspandemin. | Inställt på grund av coronaviruspandemin. | Inställt på grund av coronaviruspandemin. | Inställt på grund av coronaviruspandemin. | Inställt på grund av coronaviruspandemin. |
|                                                                    | 20 mars 2021                              | 30 km skiathlon                        | Lillehammer                            |                                        | Inställt på grund av coronaviruspandemin. | Inställt på grund av coronaviruspandemin. | Inställt på grund av coronaviruspandemin. | Inställt på grund av coronaviruspandemin. | Inställt på grund av coronaviruspandemin. | Inställt på grund av coronaviruspandemin. | Inställt på grund av coronaviruspandemin. |
|                                                                    | 21 mars 2021                              | 15 km jaktstart (K)                    | Lillehammer                            |                                        | Inställt på grund av coronaviruspandemin. | Inställt på grund av coronaviruspandemin. | Inställt på grund av coronaviruspandemin. | Inställt på grund av coronaviruspandemin. | Inställt på grund av coronaviruspandemin. | Inställt på grund av coronaviruspandemin. | Inställt på grund av coronaviruspandemin. |
|                                                                    | Världscupavslutningen 2021 – slutresultat |                                        |                                        |                                        | Inställt på grund av coronaviruspandemin. | Inställt på grund av coronaviruspandemin. | Inställt på grund av coronaviruspandemin. | Inställt på grund av coronaviruspandemin. | Inställt på grund av coronaviruspandemin. | Inställt på grund av coronaviruspandemin. | Inställt på grund av coronaviruspandemin. |

#### Lagtävlingar
| Nr | Datum            | Ort         | Disciplin          | 1:a plats                                                      | 1:a plats                                 | 2:a plats                                                            | 2:a plats                                 | 3:e plats                                                                    | 3:e plats                                 | Ref.                                      |
| -- | ---------------- | ----------- | ------------------ | -------------------------------------------------------------- | ----------------------------------------- | -------------------------------------------------------------------- | ----------------------------------------- | ---------------------------------------------------------------------------- | ----------------------------------------- | ----------------------------------------- |
|    | 6 december 2020  | Lillehammer | 4 x 7,5 km stafett | Inställt på grund av coronaviruspandemin.                      | Inställt på grund av coronaviruspandemin. | Inställt på grund av coronaviruspandemin.                            | Inställt på grund av coronaviruspandemin. | Inställt på grund av coronaviruspandemin.                                    | Inställt på grund av coronaviruspandemin. | Inställt på grund av coronaviruspandemin. |
| 1  | 20 december 2020 | Dresden     | Sprintstafett (F)  | Ryssland I Aleksandr Bolsjunov Gleb Retivych                   | 15.01,14                                  | Frankrike I Richard Jouve Lucas Chanavat                             | +0,19                                     | Italien I Francesco de Fabiani Federico Pellegrino                           | +0,58                                     | [ 64 ]                                    |
| 2  | 24 januari 2021  | I Lahtis    | 4 x 7,5 km stafett | Norge Pål Golberg Emil Iversen Sjur Røthe Simen Hegstad Krüger | 1:07.56,8                                 | Finland I Perttu Hyvärinen Ristomatti Hakola Iivo Niskanen Joni Mäki | +40,9                                     | Ryssland II Ilja Semikov Ivan Jakimusjkin Andrej Melnitjenko Sergej Ustiugov | +1.07,2                                   | [ 65 ]                                    |
| 3  | 7 februari 2021  | Ulricehamn  | Sprintstafett (F)  | Italien I Francesco de Fabiani Federico Pellegrino             | 18.29,00                                  | Schweiz I Jovian Hediger Roman Furger                                | +1,10                                     | Sverige II Karl-Johan Westberg Johan Häggström                               | +1,61                                     | [ 66 ]                                    |

## Världscupställning

### Damer
| Placering | efter alla 26 tävlingar | Poäng |
| --------- | ----------------------- | ----- |
| 1.        | Jessie Diggins          | 1 347 |
| 2.        | Julija Stupak           | 1 079 |
| 3.        | Ebba Andersson          | 1 011 |
| 4.        | Rosie Brennan           | 919   |
| 5.        | Tatjana Sorina          | 851   |
| 6.        | Natalja Neprjajeva      | 733   |
| 7.        | Linn Svahn              | 688   |
| 8.        | Anamarija Lampič        | 643   |
| 9.        | Therese Johaug          | 611   |
| 10.       | Nadine Fähndrich        | 597   |

| Placering | efter alla 15 tävlingar | Poäng |
| --------- | ----------------------- | ----- |
| 1.        | Jessie Diggins          | 653   |
| 2.        | Ebba Andersson          | 640   |
| 3.        | Julija Stupak           | 619   |
| 4.        | Rosie Brennan           | 484   |
| 5.        | Therese Johaug          | 410   |
| 6.        | Katharina Hennig        | 406   |
| 7.        | Heidi Weng              | 376   |
| 8.        | Tatjana Sorina          | 364   |
| 9.        | Helene Marie Fossesholm | 359   |
| 10.       | Natalja Neprjajeva      | 323   |

| Placering | efter alla 9 tävlingar   | Poäng |
| --------- | ------------------------ | ----- |
| 1.        | Anamarija Lampič         | 402   |
| 2.        | Nadine Fähndrich         | 296   |
| 3.        | Linn Svahn               | 275   |
| 4.        | Jessie Diggins           | 262   |
| 5.        | Maja Dahlqvist           | 244   |
| 6.        | Natalja Neprjajeva       | 214   |
| 7.        | Jonna Sundling           | 212   |
| 8.        | Eva Urevc                | 189   |
| 9.        | Rosie Brennan            | 185   |
| 10.       | Sophie Caldwell Hamilton | 171   |

### Herrar
| Placering | efter alla 26 tävlingar | Poäng |
| --------- | ----------------------- | ----- |
| 1.        | Aleksandr Bolsjunov     | 1 765 |
| 2.        | Ivan Jakimusjkin        | 800   |
| 3.        | Johannes Høsflot Klæbo  | 663   |
| 4.        | Federico Pellegrino     | 614   |
| 5.        | Artjom Maltsev          | 604   |
| 6.        | Maurice Manificat       | 597   |
| 7.        | Jevgenij Belov          | 590   |
| 8.        | Andrej Melnitjenko      | 586   |
| 9.        | Denis Spitsov           | 567   |
| 10.       | Oskar Svensson          | 484   |

| Placering | efter alla 15 tävlingar | Poäng |
| --------- | ----------------------- | ----- |
| 1.        | Aleksandr Bolsjunov     | 921   |
| 2.        | Ivan Jakimusjkin        | 509   |
| 3.        | Simen Hegstad Krüger    | 357   |
| 4.        | Denis Spitsov           | 327   |
| 5.        | Jevgenij Belov          | 321   |
| 6.        | Andrej Melnitjenko      | 319   |
| 7.        | Hans Christer Holund    | 318   |
| 8.        | Johannes Høsflot Klæbo  | 317   |
| 9.        | Dario Cologna           | 303   |
| 10.       | Artjom Maltsev          | 298   |

| Placering | efter alla 9 tävlingar | Poäng |
| --------- | ---------------------- | ----- |
| 1.        | Federico Pellegrino    | 439   |
| 2.        | Gleb Retivych          | 369   |
| 3.        | Aleksandr Bolsjunov    | 284   |
| 4.        | Oskar Svensson         | 283   |
| 5.        | Lucas Chanavat         | 219   |
| 6.        | Richard Jouve          | 214   |
| 7.        | Andrew Young           | 157   |
| 8.        | Johannes Høsflot Klæbo | 146   |
| 9.        | Aleksandr Terentiev    | 140   |
| 10.       | Valentin Chauvin       | 132   |

### Nationscupen
| Placering | efter alla 52 tävlingar | Poäng |
| --------- | ----------------------- | ----- |
| 1.        | Ryssland                | 7 485 |
| 2.        | Norge                   | 4 525 |
| 3.        | Sverige                 | 4 432 |
| 4.        | USA                     | 3 757 |
| 5.        | Schweiz                 | 2 386 |
| 6.        | Finland                 | 2 317 |
| 7.        | Tyskland                | 2 262 |
| 8.        | Frankrike               | 2 233 |
| 9.        | Italien                 | 1 956 |
| 10.       | Slovenien               | 1 160 |

| Placering | efter alla 26 tävlingar | Poäng |
| --------- | ----------------------- | ----- |
| 1.        | Sverige                 | 3 172 |
| 2.        | Ryssland                | 3 035 |
| 3.        | USA                     | 3 021 |
| 4.        | Norge                   | 2 043 |
| 5.        | Tyskland                | 1 270 |
| 6.        | Finland                 | 1 235 |
| 7.        | Slovenien               | 1 077 |
| 8.        | Schweiz                 | 1 043 |
| 9.        | Tjeckien                | 749   |
| 10.       | Italien                 | 597   |

| Placering | efter alla 26 tävlingar | Poäng |
| --------- | ----------------------- | ----- |
| 1.        | Ryssland                | 4 450 |
| 2.        | Norge                   | 2 482 |
| 3.        | Frankrike               | 1 976 |
| 4.        | Italien                 | 1 359 |
| 5.        | Schweiz                 | 1 343 |
| 6.        | Sverige                 | 1 260 |
| 7.        | Finland                 | 1 082 |
| 8.        | Tyskland                | 992   |
| 9.        | USA                     | 736   |
| 10.       | Storbritannien          | 715   |